# LEVC VN5

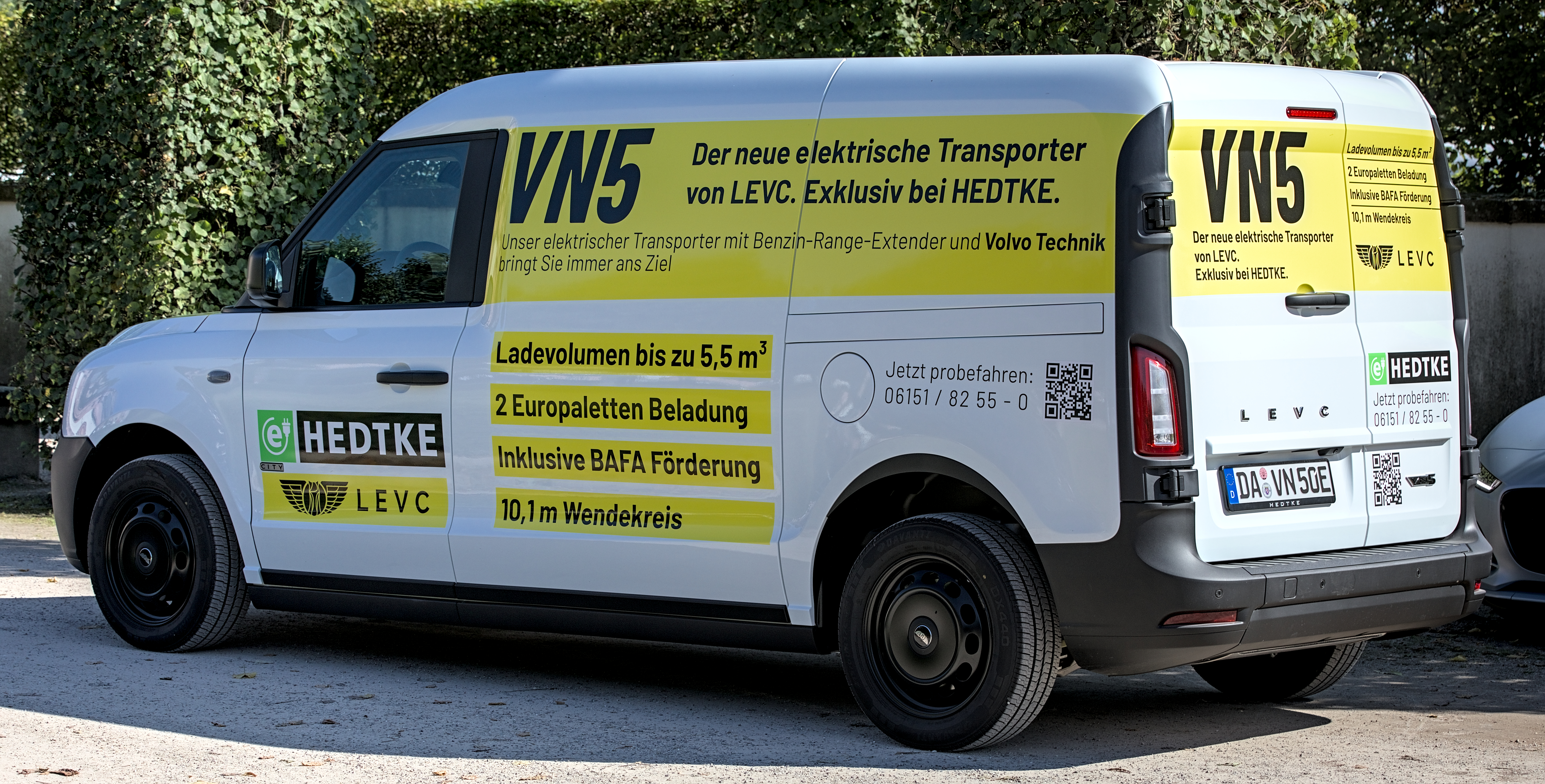
Вид сзади

LEVC VN5 — гибридный малотоннажный грузовой автомобиль, выпускающийся британским производителем электромобилей London Electric Vehicle Company, дочерней компанией китайской автомобильной компании Geely. Разработан в Гётеборге, Швеция.

## Описание
LEVC VN5 является грузовой модификацией LEVC TX, запущенного в производство в 2017 году. VN5, в свою очередь, был запущен в производство в марте 2020 года. Индекс «VN» обозначает «фургон», а цифра «5» обозначает 5 кубических метров грузового отсека.
Продажи VN5 начались в ноябре 2020 года в Великобритании. Стартовая цена составила 46500 фунтов стерлингов (64335 долларов США). В остальной части Европы автомобиль продаётся с июля 2021 года. Отделки салона — Business, City и Ultima.
Конкурентами являются Maxus e Deliver 3, Renault Kangoo ZE и Nissan e-NV200.

## Технические характеристики
LEVC VN5 оснащён литий-ионный аккумулятор ёмкостью 31 кВт⋅ч с запасом хода 93 км, сертифицированный по циклу WLTP, с быстрой зарядкой постоянным током мощностью 50 кВт для комплектаций Business и City, что позволяет полностью зарядить батарею за 30 минут, и быстрой зарядкой переменным током мощностью 22 кВт для комплектации Ultima. Трёхцилиндровый бензиновый двигатель обеспечивает запас хода 489 км.

## LEVC e-Camper
LEVC e-Camper — автодом на базе VN5. Он был представлен в конце июня 2021 года, а продажи начались в 4 квартале 2021 года по цене 62250 фунтов стерлингов. (86458 долларов США). Услуги включают в себя мини-кухню, поднимающуюся крышу и складной стол. Первый ряд e-Camper имеет два сиденья, которые могут поворачиваться на 180 °, и сиденье второго ряда, которое может сдвигаться назад, образуя столовую или комнату для общения внутри фургона.